# Airton Cordeiro
Airton Ravaglio Cordeiro (Curitiba, 10 de agosto de 1942 - Curitiba, 27 de novembro de 2019) foi um radialista, jornalista, comentarista e colunista esportivo, advogado e político brasileiro.

## Biografia
Filho de Benjamin Pinto Cordeiro e de Irene Ravaglio Cordeiro, estudou no Colégio Estadual do Paraná, no Colégio Novo Ateneu e diplomou-se como Bacharel em Direito pela Universidade Federal do Paraná em 1970.
Em 1959, iniciou a carreira no rádio quando foi convidado pelo radialista Maurício Fruet (futuro prefeito de Curitiba na década de 1980), atuando em transmissões esportivas. Ao longo do tempo foi narrador, comentarista e executivo, trabalhando em várias emissoras da capital paranaense. Com o prestígio que obteve no rádio, passou a trabalhar, paralelamente, em emissoras de TV e jornais, quando, já na década de 1960, fazia transmissões esportivas na TV Paranaense e na década de 1970 foi editor do caderno de esportes do jornal Gazeta do Povo. Também foi editor do vespertino Diário do Paraná e comentarista político na TV Iguaçu.
Airton foi o primeiro paranaense a transmitir, ao vivo, uma Copa do Mundo por uma rádio paranaense, quando trabalhava para a Rádio Clube Paranaense, que em parceria com a Rádio Gaúcha, mandou uma equipe para a Copa do Mundo FIFA de 1974. Também cobriu, ao vivo, os preparativos para a viagem da Apollo 11, direto dos Estados Unidos da América.
Em agosto de 2013, foi acusado de assédio sexual por uma estagiária da rádio CBN Curitiba, onde trabalhava, e pediu demissão logo após a denúncia, negando as acusações.

### Carreira política
Candidatou-se a vereador para a Câmara Municipal de Curitiba em 1976, sendo eleito com 8.387 votos pela ARENA e tomou posse em 1° de fevereiro de 1977.
Em 1978, foi eleito deputado estadual, exercendo dois mandatos consecutivos na Assembléia Legislativa do Paraná, entre 1979 a 1986. Como o seu partido foi dissolvido em 1979, cumpriu quase todo o mandado na ALEP pelo PDS.
Em 1986, concorreu para a Câmara dos Deputados, sendo eleito e tornando-se o único deputado constituinte do PDT do Paraná na elaboração da Constituição brasileira de 1988.
Como radialista e jornalista, elaborou o artigo que foi aprovado para a constituição, da obrigatoriedade de se garantir o sigilo da fonte em matérias jornalisticas. Em meio ao mandato, trocou o PDT pelo PFL e foi membro da comissão, na Câmara, organizadora das eleições e sistema eleitoral. Em 1990, concorreu para um segunda mandato de deputado federal, mas não obteve êxito, abandonando a carreira política.
Também foi candidato a prefeito de Curitiba, em 1988, já pelo PFL, mas renunciou em favor da entrada de Jaime Lerner na campanha, a poucos dias do pleito, vencido por Lerner, o mesmo que o levou para o PDT anos antes.

## Homenagens
Em 1988, recebeu a Comenda do Mérito Judiciário.

## Morte
Após sofrer um infarto em 17 de novembro de 2019, o jornalista permaneceu internado por 10 dias e em 27 de novembro, morreu em decorrência de uma nova parada cardíaca.